# Bob Clements
Robert „Bob“ Clements (* 15. Mai 1866 in Leith; † 23. Mai 1947 ebenda) war ein schottischer Fußballspieler. Mit Leith Athletic spielte der einmalige schottische Nationalspieler Anfang der 1890er Jahre in der Scottish Football League, der höchsten Spielklasse in Schottland zur damaligen Zeit.

## Karriere
Clements trat ab August 1888 für den in Edinburgh beheimateten Klub Leith Athletic in Erscheinung, zunächst als Mittelstürmer, in den folgenden Jahren auch regelmäßig auf den beiden Halbstürmerpositionen. Bereits im September 1888 gab es in der lokalen Presse die Einschätzung, dass Clements zu den besten Mittelstürmern des Bezirks zählt. Am Ende der ersten Saison stand der Gewinn des Gibson Charity Cups. Im Scottish FA Cup 1889/90 erreichte er mit dem Klub das Viertelfinale, in dem man dem späteren Sieger FC Queen’s Park mit 0:1. unterlag. Ein Jahr später stand man erneut im Viertelfinale, dort setzte sich der FC Abercorn mit 3:2 durch.
Im September 1890 stand er im ersten Saisonspiel des Lokalkonkurrenten FC St. Bernard’s auf dem Platz, blieb aber Leith erhalten. Im April 1891 bestritt Leith Athletic ein Freundschaftsspiel gegen den amtierenden englischen Meister Preston North End. Gegen das Team Prestons, in dem mit Geordie Drummond, Nick Ross, Jimmy Ross, Johnny Graham, Bob Kelso und Jack Gordon zahlreiche Schotten zu den Stammkräften zählten, gewann Leith durch Tore von Clements, McQueen und Laing mit 3:1.
Zur Saison 1891/92 ersetzte Leith den FC Cowlairs in der Scottish Football League, sodass Clements für Leith in der landesweiten höchsten schottischen Spielklasse spielte. Die Mannschaft um Clements, die Mc-Queen-Brüder Matt und Hugh sowie die Ligaauswahlspieler Geordie Anderson, James Blessington und Bob Laing belegte am Ende der Spielzeit den vierten Platz hinter dem FC Dumbarton, Celtic Glasgow und Heart of Midlothian. Nach einer Verletzung im Frühjahr 1892 fiel Clements mehrere Wochen aus, nach seiner Rückkehr wurde ihm gegen die Albion Rovers ein „konstantes Spiel“ attestiert, kurz darauf wirkte er auch an der 0:1-Niederlage in einem weiteren Freundschaftsspiel gegen Preston North End mit. Im August 1892 wurde ihm für die anstehende Saison noch eine „großartige Form“ attestiert, sein Name verschwindet aber nach nur einem Einsatz im September 1892 aus den Aufstellungen.
Mehrfach trat Clements für das Auswahlteam der East of Scotland Football Association in Erscheinung, erstmals im Februar 1889 gegen Dunbartonshire; 1890 (2× gegen Glasgow, 1 Tor) und 1891 (gegen Renfrewshire, 1 Tor, Kapitän) folgten drei weitere Auftritte. Im Februar 1891 nahmen er und sein Mitspieler Matt McQueen an einem Testspiel für die bevorstehenden Länderspiele der schottischen Nationalmannschaft teil, anlässlich der Nominierung vermerkte die lokale Zeitung Leith Herald: „Dass dies eine verdiente Anerkennung von Talent ist, wird niemand bezweifeln, weil es in Bezug auf Bob Clements keinen konstanteren Stürmer in Schottland gibt.“ Im Anschluss an die Sichtungsspiele wurde er für das Länderspiel am 28. März 1891 gegen Irland im Celtic Park nominiert, die Partie war Teil der British Home Championship 1890/91. Die Mannschaft bestand abgesehen von Torhüter George Gillespie aus zehn Debütanten, Clements bildete als Halbstürmer beim 2:1-Sieg mit Jimmy Low, William Bowie, Tom Waddell und Sydney Fraser die Sturmreihe.
Eine Charakterbiografie im Leith Herald vom April 1891 beschreibt Clements folgendermaßen:

„Though not originally a Leithite, this football celebrity is really a local player, his best days having been spent in building up the reputation of the Leith Athletic. Bob is rather a curious individual in his way, and it takes considerable acquaintance before one can approach him with anything like familiarity. Having once got this length, however, his estimable qualities at once secure the regard of all who are fortunate enough to become familiar with him. His peculiarities I regard as his greatest virtues. On the field or off he is as silent as the grave. Bob believes in work, not talk, and to this I attribute his success in attaining for himself the distinction of being the most consistent player in the Athletic ranks. On the ball Clements is a strong rather than a pretty player. Of considerable weight, and possessed of a splendid physique, he ploughs his way sometimes through all opposition, the exceptions being when he is not properly supported by his mates. His determination is unsurpassed, and only equalled by his courage. As an inside right Bob's abilities stamp him the best in the East of Scotland, facts to which both the Scottish and the East of Scotland Associations have testified most emphatically during the past season. Besides playing in the most important representative matches connected with this district, he was this season created an International player by getting his place in the match against Ireland. In all of these matches he has crowned himself with honours and established himself a player to be envied. A steady plodding fellow is Bob Clements, and I trust the Athletic officials may never again have cause to fear his severance from the club, a fear which was very much entertained at the beginning of the season. By the retention of this player's services the club has done something which no one regrets, for not only on the field, but off, Bob has proved himself one among a thousand.“

„Obwohl ursprünglich kein Leithite ist diese Fußballberühmtheit wirklich ein lokaler Spieler, seine besten Tage hat er damit verbracht, den Ruf von Leith Athletic aufzubauen. Bob ist in seiner Art ein eher merkwürdiges Individuum und es braucht beträchtliche Bekanntschaft, bevor man an ihn mit so etwas wie Vertrautheit herantreten kann. Aber wenn man einmal diese Distanz überwunden hat, sichern seine beachtenswerten Qualitäten sofort die Achtung eines jeden der glücklich genug ist, mit ihm vertraut zu werden. Seine Eigenheiten betrachte ich als seine größten Tugenden. Auf wie auch neben dem Feld ist er totenstill. Bob glaubt an Taten, nicht Worte, und daran mache ich seinen Erfolg fest, dass er es geschafft hat der konstanteste Spieler in the Reihen von Athletic zu sein. Am Ball ist Clements mehr ein starker als ein feiner Spieler. Von beträchtlichem Gewicht und mit einer hervorragenden Physis ausgestattet, pflügt er manchmal seinen Weg durch die Gegner, die Ausnahme ist, wenn er nicht ordentlich von seinen Mitspielern unterstützt wird. Seine Entschlossenheit ist unübertroffen und wird nur von seiner Tapferkeit erreicht. Als halbrechter Stürmer prägen ihn seine Fähigkeiten als besten im Osten Schottlands, Tatsachen, die die Verbände Schottlands wie auch des East of Scotland nachdrücklich in der vergangenen Saison bezeugt haben. Neben den Auftritten in den wichtigsten Repräsentativspielen, die mit diesem Bezirk verbunden sind, wurde er diese Saison zu einem „Internationalen“, indem er einen Platz im Spiel gegen Irland erhielt. In all diesen Partien krönte er sich selbst mit Ehren und etablierte sich als beneidenswerter Spieler. Ein konstant schuftender Kamerad ist Bob Clements und ich vertraue darauf, dass die Athletic-Funktionäre nie wieder seine Trennung vom Klub befürchten müssen, eine Furcht, die zu Beginn der Saison sehr berechtigt war. Durch die Beibehaltung der Dienste dieses Spielers hat der Klub etwas vollbracht, was niemand bedauert, weil Bob sich auf dem Feld wie auch daneben als einer unter Tausend bewiesen hat.“

Clements blieb nach seiner Fußballerlaufbahn in Leith sesshaft und verdiente seinen Lebensunterhalt als Kesselmacher.